# Agapostemonoides weyrauchi
Agapostemonoides weyrauchi är en biart som beskrevs av Gonçalves och Melo 2006. Agapostemonoides weyrauchi ingår i släktet Agapostemonoides och familjen vägbin. Inga underarter finns listade i Catalogue of Life.